# Sleipnir Fossa
A Fossa Sleipnir é uma depressão na superfície do Planeta Plutão. 